# Henri Cuypers
Henri Cuypers (23 augustus 1935, Meetkerke) is een Belgisch politicus. Hij was burgemeester van Zuienkerke.
De familie van Henri Cuypers was reeds actief in de gemeentepolitiek. Zijn grootoom Firmin Goethals was burgemeester van Meetkerke en zijn vader Joseph was gemeenteraadslid. Henri Cuypers ging naar school in de gemeenteschool van Meetkerke en daarna volgde hij handel en moderne aan het Sint-Leocollege in Brugge. Hij ging werken als ambtenaar bij het ministerie van Financiën.
Cuypers ging zelf ook in de politiek in 1977. Hij wilde eerst in Zuienkerke met een eigen lijst opkomen voor de gemeenteraadsverkiezingen, maar koos toch voor de lijst van toenmalig burgemeester Gerard De Vlieghere. Cuypers werd meteen verkozen en werd gemeenteraadslid. Na de volgende verkiezingen werd hij in 1983 ook schepen, wat hij in 1988 met een tweede ambtstermijn voortzette. Tijdens die ambtsperiode ontstond er onenigheid binnen de lijst. Er was een mondelinge afspraak gemaakt dat burgemeester De Vlieghe halverwege de termijn het ambt zou doorgeven aan Cuypers, maar de afspraak werd niet nagekomen. Eind 1994 werd De Vlieghe uiteindelijk geschorst en Cuypers werd nog even waarnemend burgemeester.
Bij de verkiezingen van 1994 was Cuypers lijsttrekker en werd verkozen tot burgemeester. Zijn benoeming tot burgemeester begin 1995 liep echter vertraging op. Iemand had een klacht ingediend tegen Cuypers, die nog als ambtenaar bij het ministerie van Financiën werkte. Hij werd ervan beschuldigde 5000 frank te vragen voor fiscale tussenkomsten. Het Hoog Comité van Toezicht onderzocht de zaak, die uiteindelijk kon opgeklaard worden en in oktober kon Cuypers met tien maanden vertraging de eed afleggen.
Cuypers zorgde voor een fusie tussen de lijsten Gemeente Belangen (GB) en Veilig Vernieuwen (VV) tot de fusielijst Lijst Burgemeester (LB). Ook na de verkiezingen van 2000 en 2006 bleef Cuypers burgemeester. Na die laatste verkiezingen werd binnen de partij een afspraak gemaakt dat hij maar een halve bestuursperiode zou burgemeester blijven en begin 2010 werd hij opgevolgd door Alain De Vlieghe.